# Pittsford (Vermont)
Pittsford és una població dels Estats Units a l'estat de Vermont. Segons el cens del 2000 tenia 3.140 habitants.

## Demografia
Segons el cens del 2000, Pittsford tenia 3.140 habitants, 1.284 habitatges, i 876 famílies. La densitat de població era de 27,9 habitants per km².
Dels 1.284 habitatges en un 29,7% hi vivien nens de menys de 18 anys, en un 56,2% hi vivien parelles casades, en un 8,3% dones solteres, i en un 31,7% no eren unitats familiars. En el 23,8% dels habitatges hi vivien persones soles el 9,3% de les quals corresponia a persones de 65 anys o més que vivien soles. El nombre mitjà de persones vivint en cada habitatge era de 2,44 i el nombre mitjà de persones que vivien en cada família era de 2,88.
Per edats la població es repartia de la següent manera: un 23,2% tenia menys de 18 anys, un 6,1% entre 18 i 24, un 30% entre 25 i 44, un 27,6% de 45 a 60 i un 13,2% 65 anys o més.
L'edat mediana era de 40 anys. Per cada 100 dones de 18 o més anys hi havia 93,7 homes.
La renda mediana per habitatge era de 40.027 $ i la renda mediana per família de 44.079 $. Els homes tenien una renda mediana de 34.769 $ mentre que les dones 24.342 $. La renda per capita de la població era de 19.271 $. Entorn del 6% de les famílies i el 9% de la població estaven per davall del llindar de pobresa.